# 堀田正睦
堀田正睦（日语：／ Hotta Masayoshi，1810年8月30日—1864年4月26日）、日本江戶時代末期大名、老中首座，下總佐倉藩第5代藩主。

## 生平

### 早年
文化7年（1810年）8月1日，作為佐倉藩第3代藩主堀田正時之次男於江戶誕生。次年，父親去世，藩主由堀田正愛繼承，元服後命名為正篤，成為正愛的養子。
文政7年（1824年）12月，正愛病逝，在排除重臣金井右膳引起的繼位風波後，正式繼任藩主，然藩政仍掌握在金井之手，直至9年後，金井死去才大權獨攬，開始進行改革。正篤招聘了蘭方醫佐藤泰然開設佐倉順天堂（今順天堂大學），大力獎掖蘭學，被視為「蘭癖大名」。

### 幕臣
文政12年（1829年）4月被任命為奏者番，天保5年（1834年）8月轉任寺社奉行，受領名改為備中守，三年後又授任大坂城代，敘位從四位下，2月後被命為江戶城西之丸老中，入加判之列，天保12年（1841年）3月，升為本丸老中，與水野忠邦著手進行天保改革，但正篤對保守的改革內容多有不滿，與水野齟齬不斷，終至憤而辭職，改革失敗後，正篤返回領國盡心治理藩政。
正篤身處幕末多事之秋，目睹攘夷之非，痛心閉關鎖國之誤，他積極倡導開國通商。安政2年（1855年）10月，阿部正弘在《神奈川條約》簽訂後，再度任他為老中，之後更將首座之位相讓，並身兼外國掛一職。次年，篤姬嫁進將軍家，正篤為避諱，易名正睦。
安政5年（1858年），正睦遣下田奉行井上清直、目付岩瀨忠震與美國駐日公使湯森·哈里斯擬定美日修好通商條約，正睦為得孝明天皇敕許，乃攜條約上洛，但因條約內容給予美國極大的便利，激起攘夷派公卿（如中山忠能、岩倉具視等）杯葛，最終正睦被迫去職，條約被駁回，此即「廷臣八十八卿列參事件」。
另一方面，將軍德川家定薨去，正睦由於與德川齊昭在外交問題上意見相左，連帶嫌惡其子慶喜，但支持德川慶福繼位的多是不為時議所容的開國派人士，為謀通商條約順利簽定，唯有推舉慶喜為將軍、福井藩主松平慶永為大老，才有可能得到朝廷支持，正睦權衡利弊後，轉向支持一橋派。

### 晚年
然而，就在正睦上洛期間，老中松平忠固、紀州藩家老水野忠央等人搶先力挺井伊直弼出任大老，隨之慶福正式繼位，改名家茂。直弼開始翦除異己，先是將正睦罷黜，而後強令其隱居，正睦的政治生涯就此斷絕，此後三年，亦即櫻田門之變後的文久2年（1862年），回到領國繼續蟄居，元治元年（1864年）死去，年55歲。其子正倫在明治維新後被授予伯爵。